# Мати Марія
«Мати Марія» (рос. «Мать Мария») — радянський художній фільм 1982 року.

## Сюжет
Фільм оповідає про яскраву і трагічну долю російської поетеси  Єлизавети Юріївни Кузьміної-Караваєвої, що 1920 році емігрувала до Франції і стала черницею під ім'ям Марія. У заснованому нею притулку знайшли підтримку багато знедолених радянських емігрантів. Під час  Другої світової війни Марія стала однією з героїнь  французького опору.

## У ролях
| Актор                 | Роль                                 |
| --------------------- | ------------------------------------ |
| Людмила Касаткіна     | Єлизавета Юріївна Кузьміна-Караваєва |
| Леонід Марков         | Данило Скобцов                       |
| Ігор Горбачов         | Бунаков-Фондаминський                |
| Вероніка Полонська    | Софія Піленко                        |
| Євгенія Ханаєва       | мадам Ланже                          |
| Вацлав Дворжецький    | Ніколаєвський                        |
| Олександр Тимошкин    | Юра                                  |
| Наталія Бондарчук     | Ніна                                 |
| Олександр Лебедєв     | Анатолій                             |
| Валерій Золотухін     | полонений                            |
| Михайло Неганов       | полонений                            |
| Гірт Яковлєв          | Гастон                               |
| Юрій Катін-Ярцев      | князь                                |
| Алла Майкова          | Анет                                 |
| Петеріс Гаудіньш      | Борис Вільде                         |
| Володимир Сошальський | робітник                             |
| Віктор Шульгін        | робітник                             |
| Тамара Яренко         | княгиня                              |

## Знімальна група
- Режисер:  Сергій Колосов
- Оператор:  Валентин Железняков
- Художник-постановник:  Михайло Карташов
- Композитор:  Олексій Рибников